# Колгуев
Колгу̀ев (на ненецки: Холӈгов) е остров в югоизточната част на Баренцово море, на 75 km от континента, от който го отделя Поморския проток. В административно отношение принадлежи към Ненецки автономен окръг, Русия. Населението на острова възлиза на 436 души.

## География
Островът е разположен на североизток от полуостров Канин. Има площ от 3495,5 km². Бреговете му се мият основно от Баренцово море, а източните – от Печорско море. Бреговете му са слабо разчленени, на северозапад стръмни и високи. Изграден е от пясъчно-глинести наслаги. Релефът му е силнохълмист, с големи моренни хълмове, с височина 70 – 80 m (максимална 173 m), като в южните му части преминава в плоска равнина. Най-ниските части са силно заблатени и целият остров е осеян с гъста мрежа от ручеи, реки и езера. Растителността е тундрова. Оголените почви са много чувствителни към ерозия, причинена от вятъра и валежите. Най-голямото езеро е Песчаное, близо до което от 1986 г. се разработва нефтено находище. В радиус от 60 km от мястото на нефтодобив се намират две селища: Бугрино, с население от 400 души, и Северни, което представлява метеорологична база. Жителите на Бугрино се занимават основно с риболов и еленовъдство. Остров Колгуев се намира на около 200 km северозападно от град Нарян Мар, административният център на Ненецкия автономен окръг.
Транспортът между континента и острова се осъществява по море или по въздух. Веднъж на две седмици има вертолетни полети от Нарян Мар до Бугрино.

### Климат
Климатът е субарктичен и суров. Минималните температури достигат -45 °C, а максималните – 30 °C. Дължината над деня е 3 – 5 часа през декември и 18 – 22 часа през юни. Островът е много ветровит. Средногодишното количество валежи е 344 mm.

## Флора и фауна
Голяма част от флората на острова е характерна за арктическите и субарктическите райони. Тундрата е представена от храсти и трева. Сред храстите се срещат Betula nana, която е много широко разпространена, Salix glauca, Salix lanata, Salix phylicifolia и други. Повечето от редките видове, растящи на острова, се намират на източната, западната или северната граница на своето разпространение. Така, Колгуев се намира на северната граница на разпространение на такива видове, които са типични за тайгата, като Catabrosa aquatica, или Gnaphalium sylvaticum, на източната граница на Puccinellia coarctata и на западната граница на Arnica iljinii, Eriophorum brachyantherum, и Antennaria lanata.
Поради суровия климат и отдалечеността от континента, фауната на острова не е разнообразна. Тя е една от най-малко изучените сред всички острови в Северна Европа. Основната част от животинския свят е съставена от бели мечки, полярни лисици, зайци и моржове.

## Икономика
Основният поминък на острова са еленовъдството и риболова. В еленовъдния совхоз към днешно време работят четирима души.
На острова се добива нефт с високо качество (с ниско съдържание на сяра). Изследвания на нефтените находища се водят от 1980-те години насам. Днес на острова работят 52 нефтени кладенеца, които генерират около 100 000 тона нефт годишно.

## Топографска карта
- Топографска карта R-39,40; М 1:1 000 000[5]